# Kleine Häschenratte
Die Kleine Häschenratte (Leporillus apicalis) ist eine höchstwahrscheinlich ausgestorbene Nagetierart, die in den trockenen Regionen Zentralaustraliens heimisch war. Zusammen mit der gefährdeten Großen Häschenratte (Leporillus conditor) bildet sie die Gattung der Australischen Häschenratten (Leporillus).
Das Artepitheton im wissenschaftlichen Namen ist vom lateinischen Wort apex (Punkt oder Spitze) abgeleitet. Er bezieht sich auf die weiße Schwanzspitze.

## Merkmale
Die Kleine Häschenratte war kleiner und leichter gebaut als die Große Häschenratte. Sie erreichte eine Kopf-Rumpf-Länge von 170 bis 200 mm, eine Schwanzlänge von 220 bis 240 mm, eine Hinterfußlänge von 41 bis 44 mm, eine Ohrenlänge von 27 bis 33 mm und ein Gewicht von ungefähr 150 g. Die Schädellänge betrug 44 bis 43 mm und die Schädelbreite 20 bis 21 mm. Die Backenzahnreihe und die Bullae waren kürzer als bei der Großen Häschenratte. Im Vergleich zur Körpergröße war der Schwanz jedoch bei der Kleinen Häschenratte etwas länger. Ein weiteres Unterscheidungsmerkmal war ein weißer Haarbüschel an der Schwanzspitze. Die Rückenfellfarbe war hell graubraun und die Bauchfellfarbe reinweiß.

## Verbreitungsgebiet, Lebensraum und Lebensweise
Informationen zum Sozialverhalten sind ausschließlich aus zeitgenössischen Schilderungen des Naturforschers Gerard Krefft bekannt geworden. So schrieb Krefft im Jahr 1866:

„Das hübsche kleine Tier ist nachtaktiv und gesellig in seinem Verhalten. Ich habe oft acht bis zehn von ihnen aus einem hohlen Baumstamm genommen und sie so gezähmt, dass sie im Camp gehalten werden konnten. Während der Teezeit stiegen sie auf die Esstische, um sich ihren Anteil an Zucker und Buschbrot zu holen. Ich glaube, es ist dasselbe soziale Tier, über das sich Burke und Wills beklagten und nach dem sie sicherlich den Ort Rat Point benannt hatten.“

Krefft vermutete weiter, dass die Stocknester, die entweder unbewohnt waren oder in denen sich die Kleine Häschenratte niedergelassen hatte, von der Großen Häschenratte errichtet wurden. Dieser Beitrag sorgte für einige Unsicherheiten darüber, ob die Kleine Häschenratte selbst Stocknester baut. Jedoch kann diese Frage im Hinblick auf das Verbreitungsgebiet als gelöst betrachtet werden. Die Kleine Häschenratte bewohnte ein weites Areal in Zentralaustralien bis ungefähr zum 26. Breitengrad. Der südöstliche Teil ihres ehemaligen Verbreitungsgebietes erstreckte sich viel weiter nach Süden und überlappte sich mit dem oberen Rand des Verbreitungsgebietes der Großen Häschenratte entlang des Murray River, wo Krefft seine Beobachtungen machte.
Die Entdeckung von zahlreichen Stocknestern (große hügelförmige Nester, die aus Reisig, Ästen, Steinen, Gras und Vegetation errichtet werden) in Höhlen und Überhängen in ganz Zentralaustralien, insbesondere in der Gibsonwüste, bestätigt, dass die Kleine Häschenratte selbst Stocknester errichtete. Ein großes Nest, das an der De Rose Hill Station in South Australia entdeckt wurde, war 3 m lang, 2 m breit und einen Meter hoch.
Die Kleine Häschenratte ernährte sich offenbar pflanzlich. Kotkügelchen, die von alten Nestern in South Australia gesammelt wurden, bestanden fast ausschließlich aus pflanzlichen Stoffen, insbesondere aus den fleischigen Blättern des mehrjährigen Strauchs Sclerolaena eriacantha.

Krefft verspeiste diese Tiere auch und bemerkte 

„Das Fleisch ist weiß und von exzellentem Geschmack.“

## Status
Die IUCN listet die Kleine Häschenratte seit 2016 in der Kategorie „ausgestorben“ (extinct). Die ersten Exemplare der Kleinen Häschenratte wurden zu Beginn der 1850er Jahre oder kurz davor von John Gould in South Australia gesammelt. Krefft gab an, dass die Art bis 1864 häufig in den Ebenen des Murray River und des Darling River vorkam und dass 96 Proben im Katalog der Blandowski-Expedition von 1856 bis 1857 aufgeführt sind. Der Entdecker Charles Sturt erwähnte diese Art jedoch nicht in seinem Expeditionsbericht ins Landesinnere von New South Wales zwischen 1844 und 1846. Die ersten Berichte über die Kleine Häschenratte als zentralaustralische Art kamen vom Forscher Ernest Giles, der zwischen 1872 und 1873 in den nordwestlichen MacDonnell Ranges ihre Nester sah. Diese gewaltigen Nester kamen im dichten Mulga-Buschland vor. Giles sichtete auch andere Nester zwischen den Ayers und den Cavanagh Ranges, die sich bis nach Western Australia erstrecken. Die nachfolgende Aufsammlung von zwei Exemplaren der Kleinen Häschenratte im Jahr 1898 nahe Alice Springs legt nahe, dass die Nester, die von Giles beobachtet wurden, zu dieser Art gehören. Die nächste und letzte Sichtung von lebenden Tieren war im Juli 1933, als westlich des Mount Crombie südlich der Musgrave Ranges im Nordwesten von South Australia Stocknester in Brand gesteckt wurden. Zwei fliehende Weibchen wurden vor den Flammen gerettet. Dieses Ereignis hielt der Anthropologe Norman Tindale in seiner Schwarzweißdokumentation Mann Ranges 1933 fest. Tindale notierte in seinem Tagebuch: 

„Habe das Camp um 14:30 Uhr verlassen. Ich sah mehrere dieser Hügelbaurattennester. Die Einheimischen setzten jedes von ihnen in Brand und retteten zwei Ratten. Ich hielt die Jagd in einem Film fest.“

 Diese beiden Exemplare befinden sich heute ausgestopft im South Australian Museum. In Tindales Film sind sie kurz zu sehen. Sie werden von den eingeborenen Fängern emporgehalten, die die Stocknester in Brand setzten und deren Bewohner durch den Busch jagten.